# تينيك (نيوجيرسي)
تينيك (بالإنجليزية: Teaneck)‏ هي بَلدية تقع في مقاطعةِ بيرغن بولاية نيوجيرسي الأمريكيَّة، وهي واحدة من ضواحي منطقة نيويورك الحضريَّة. بحسب تعداد عام 2010، بلغ عدد سكانها 39,776 نسمة بزيادة سكانيّة قدرها 516 نسمة (أي زيادة بنسبة 1.3%) عن تعداد عام 2000 الذي بلغ حينها 39,260 نسمة والذي بدوره كذلك عكس زيادة قدرها 1,435 نسمة (أي زيادة بنسبة 3.8%) عن تعداد 1990 الذي بلغ حينها 37,825 نسمة. اعتبارًا من عام 2010، كانت تينيك ثاني أكبر بلديات مقاطعة بيرغن السبعين من ناحية عدد السكان بعد هاكنساك التي بلغ عدد سكانها 43,010 نسمة.
يعود تاريخ تأسيس تينيك إلى 19 فبراير عام 1895، بموجب قانون صادر عن هيئة نيوجيرسي التشريعية التي أقتطعتها من أجزاء من بلدية ريدجفيلد وبلدية إنغلوود وكلاهما لم يعد موجودًا الآن (وهذا على الرغم من وجود بلديات ذات أسماء مُتشابهة)، إلى جانب أجزاء من بوغوتا وليونيا. جاء استقلالها بعد نتيجة الاستفتاء الذي أُجري يوم 14 يناير عام 1895 حيث فضَّل الناخبون التأسيس بهامش 46-7. شُكّلت البلدية الجديدة كبلدة لمعالجة مخاوف قادة بلدية إنغلوود، وجاء هذا بدلاً من جعلها منظمة على شكل منطقة حي سكني وهو النزعة التي كانت سائدة في مقاطعة بيرغن آنذاك. نقلت أجزاء تتبع إداريًا لتينيك إلى بلدية أوفربيك في 3 مايو عام 1921، ومرة أخرى في 1 يونيو عام 1926. تقع تينيك عند تقاطع الطريق السريع رقم 95، والمحطة الشرقيَّة للطريق السريع رقم 80. يمكن يقسم الطريق 4 البلدية إلى جزء شمالي وآخر جنوبي. فيما يقسمها إحدى طرق النقل النهري إلى قسم شرقي وآخر غربي. يتوزع التطوير التجاري في البلدية على أربع مناطق تسوق رئيسية وهي شارع سيدار لين، وطريق تينيك، وشارع ديجرو، وشارع ويست إنغلوود، وشارع كوين آن، المعروف أكثر باسم «ذا بلازا».
كان وقوع تينيك على مفترق طرق نهريَّة والمعالم الجغرافية الأخرى المحيطة بها أن جعلت من البلديَّة مسرحًا للعديد من الأحداث المهمة على مر القرون. انسحب جورج واشنطن وقوات الجيش القاري عبر نيو جيرسي فارين من الجيش البريطاني بعد الهزيمة التي مُني بها الأمريكيين في معركة حصن واشنطن حيث سافروا عبر تينيك عابرين نهر هاكنساك في نيو بريدج لاندينغ. يوجد منتزه وموقع تاريخي يخلد ذكرى وقائع الثورة الأمريكية وبوادر الحياة الاستعماريَّة في المنطقة. ألغت تينيك سياسة الفصل العنصري التي كانت تُطبقها في مدارسها العامة عام 1965. وجاء هذا القرار بعد موافقة مجلس التعليم الخاص بالبلديَّة على خطة للقيام بذلك بتصويت (سبعة أصوات مع مقابل صوتين ضد) بتاريخ 13 مايو عام 1964. يعيش في تينيك مجموعة متنوعة من السكان ويلاحظ وجود أقليات كبيرة من اليهود والأمريكيين الأفارقة، فضلًا عن أعداد متزايدة من الأمريكيين من أصول هسبانيَّة وآسيويَّة.

## الجغرافيا

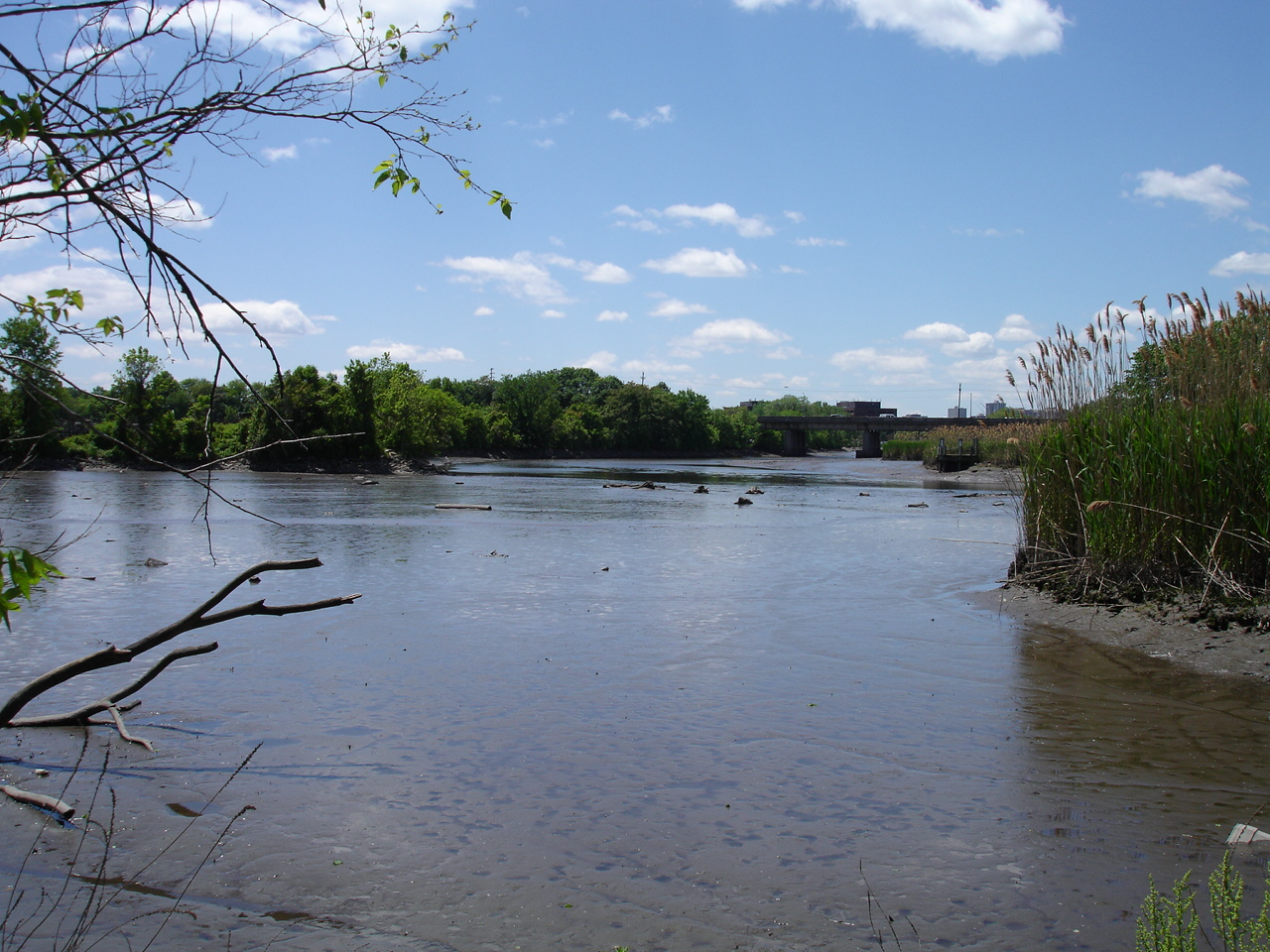
منظر لنهر هاكنساك مأخوذ من الشاطئ في تينيك

بحسب البيانات الصادرة عن مكتب تعداد الولايات المتحدة، تبلغ مساحة تينيك الإجمالية 6.24 ميل مربع (16.15 كم مربع)، وهذا يشمل 6.04 ميل مربع (15.65 كيلومتر مربع) من الأرض، بالإضافة إلى 0.20 ميل مربع (0.51 كيلومتر مربع) من المياه (أي ما يشكل نسبة 3.16%).
يحد تينيك ثمانية بلديات ضمن مقاطعة بيرغن: يحدّها من جهة الغرب كل من ريفر إيدج وهاكنساك التي تقع على الضفة الأخرى من نهر هاكنساك، ومن جهة الشمال يحدّها كل من نيو ميلفورد وبيرغينفيلد، أمّا من الشرق فيحدّها إنغلوود وليونيا، ومن الجنوب تحدّها بلديتي ريدجفيلد بارك وبوغوتا.

## التركيبة السكانية
يتحدث ما نسبته 72.4% من السكان اللغة الإنجليزيّة. تشمل اللغات الأخرى الإسبانيّة (14.5%)، والتاغالوغيّة (2.3%)، والأرديّة (1.8%)، والكوريّة (1.0%)، والبولنديّة (1.0%).
قام مكتب تعداد الولايات المتحدة بتحديد بيانات التركيبة السكانية لتينيك تعداد الولايات المتحدة. في ما يلي، التركيبة السكانية حسب تعدادي 2000 و2010.

### تعداد عام 2000
بلغ عدد سكان تينيك 39,260 نسمة بحسب تعداد عام 2000، وبلغ عدد الأسر 13,418 أسرة وعدد العائلات 10,076 عائلة مقيمة في البلدية. في حين سجلت الكثافة السكانية 6,486.2 نسمة لكل ميل مربع (2,504.3/كم2). وبلغ عدد الوحدات السكنية 13,719 وحدة بمتوسط كثافة قدره 2,266.5 نسمة لكل ميل مربع (875.1/كم2). وتوزع التركيب العرقي للمدينة بنسبة 56.3% من البيض و 0.2% من الأمريكيين الأصليين و 7.1% من الأمريكيين ذوي الأصول الآسيوية و 28.8% من الأمريكيين الأفارقة و <0.1% من أصول سكان جزر المحيط الهادئ و 3.5% من عرقين مختلطين أو أكثر و 4.2% من أعراق أخرى. شكّل الأمريكيون الهسبان أو اللاتينيون أو أي عرق آخر 10.5% من السكان.
بلغَ عدد الأسر 13,418 أسرة كانت نسبة 34.9% منها لديها أطفال تحت سن الثامنة عشر تعيش معهم، وبلغت نسبة الأزواج القاطنين مع بعضهم البعض 59.3% من أصل المجموع الكلي للأسر، ونسبة 12.3% من الأسر كان لديها معيلات من الإناث دون وجود شريك، وكانت نسبة 24.9% من غير العائلات. تألفت نسبة 21.2% من أصل جميع الأسر من أفراد ونسبة 10.5% كانوا يعيش معهم شخص وحيد يبلغ من العمر 65 عاماً فما فوق. وبلغ متوسط حجم الأسرة المعيشية 2.86، أما متوسط حجم العائلات فبلغ 3.34.
كانت نسبة 25.8% من القاطنين تحت سن الثامنة عشر، وكانت نسبة 8.5% بين الثامنة عشر والأربعة وعشرون عاماً، ونسبة 26.1% كانت واقعةً في الفئة العمرية ما بين الخامسة والعشرون حتى والأربعة وأربعون عاماً، ونسبة 25.3% كانت ما بين الخامسة والأربعون حتى الرابعة والستون، ونسبة 14.2% كانت ضمن فئة الخامسة والستون عاماً فما فوق. يوجد لكل 100 أنثى 89.9 ذكر حيث يوجد لكل 100 أنثى في الثامنة عشر من عمرها فما فوق 84.9 ذكر.
بلغ متوسط دخل الأسرة في البلدية 74,903 دولارًا، أما متوسط دخل العائلة فبلغ 84,791 دولار. وكان متوسط دخل الذكور 53,327 دولار مقابل 40,085 دولار للإناث. وسجل دخل الفرد الخاص بالبلدية 32,212 دولارًا. وكانت نسبة 2.4% من العائلات ونسبة 4.2% من السكان تحت خط الفقر، وكان من هؤلاء نسبة 3.7% تحت سن الثامنة عشر ونسبة 6.7% في الخامسة والستين من العمر وما فوق.
تعكس معلومات النسب الواردة في تعداد عام 2000 التنوع الكبير لسكان تينيك حيث لا يوجد بلد واحد يمثل أكثر من جزءٍ صغير من المجموع الكلي لسكان البلدية. توزعت أنساب السكان على النحو الآتي: طليان (6.2%)، ألمان (6.0%)، روس (5.3%)، أيرلنديين (5.1%)، بولنديين (4.2%) باعتبارهم أكثر الدول التي ينحدر منها السكان شيوعًا، في حين أدرجت نسبة 4.3% أخرى نفسها كأمريكيين فقط. خذا وقد عرّف 6.3% من السكان أنفسهم على أنهم من أصل هندي غربي من ضمنهم انحدرت نسبة 3.4% من جامايكا.

### تعداد عام 2010
بلغ عدد سكان تينيك 39,776 نسمة بحسب تعداد عام 2010، وبلغ عدد الأسر 13,470 أسرة وعدد العائلات 10,129 عائلة مقيمة في البلدية. في حين سجلت الكثافة السكانية 6,622.2 نسمة لكل ميل مربع (2,556.8/كم2). وبلغ عدد الوحدات السكنية 14,024 وحدة بمتوسط كثافة قدره 2,334.8 لكل ميل مربع (901.5/كم2). وتوزع التركيب العرقي للمدينة بنسبة 53.33% من البيض (21,214 نسمة)، و 27.69% من من الأمريكيين الأفارقة (11,013 نسمة)، و 0.28% الأمريكيين الأصليين (113 نسمة)، و 9.11% من الأمريكيين ذوي الأصول الآسيوية (3,622 نسمة)، و 0.06% من أصول سكان جزر المحيط الهادئ (25 نسمة) و 6.04% من أعراق أخرى (2,403 نسمة)، و 3.48% من عرقين مختلطين أو أكثر (1,386 نسمة). شكّل الأمريكيون الهسبان أو اللاتينيون أو أي عرق آخر 16.53% من السكان (6,575 نسمة).
بلغ عدد الأسر 13,470 أسرة كانت نسبة 34.1% منها لديها أطفال تحت سن الثامنة عشر تعيش معهم، وبلغت نسبة الأزواج القاطنين مع بعضهم البعض 58.0% من أصل المجموع الكلي للأسر، ونسبة 13.4% من الأسر كان لديها معيلات من الإناث دون وجود شريك، بينما كانت نسبة 24.8% من غير العائلات. تألفت نسبة 20.8% من أصل جميع الأسر من أفراد ونسبة 10.5% كانوا يعيش معهم شخص وحيد يبلغ من العمر 65 عاماً فما فوق. وبلغ متوسط حجم الأسرة المعيشية 3.37.
كانت نسبة 25.0% من القاطنين تحت سن الثامنة عشر، وكانت نسبة 9.4% بين الثامنة عشر والأربعة وعشرون عاماً، ونسبة 23.1% كانت واقعةً في الفئة العمرية ما بين الخامسة والعشرون حتى والأربعة وأربعون عاماً، ونسبة 27.7% كانت ما بين الخامسة والأربعون حتى الرابعة والستون، ونسبة 14.8% كانت ضمن فئة الخامسة والستون عاماً فما فوق.
أظهر إحصاء أجرته هيئة ماسح المجتمع الأمريكي التابعة لمكتب التعداد خلال الفترة من عام 2006 حتى عام 2010 أنّه (في عام 2010 بالدولارات المُعدّلة تبعًا للتضخم) بلغ متوسط دخل الأسرة 92,107 دولارًا (بهامش خطأ يزيد أو ينقص عن 3,556 دولارًا)، في حين بلغ متوسط دخل العائلة الواحدة 108,777 دولارًا (بهامش خطأ يزيد أو ينقص عن 5,024 دولارًا). سجل الذكور متوسط دخل قدره 74,055 دولارًا (بهامش خطأ يزيد أو ينقص عن 5,587 دولارًا) مقابل 54,959 دولارًا (بهامش خطأ يزيد أو ينقص عن 4,129 دولارًا) للإناث. بلغ نصيب الفرد من الدخل في البلدية 42,335 دولارًا (بهامش خطأ يزيد أو ينقص عن 2,061 دولارًا). كان ما نسبته حوالي 5.7% من العائلات و 6.9% من السكان تحت خط الفقر، بما في ذلك 8.9% ممن تقل أعمارهم عن 18 عامًا ونسبة 7.2% ممن يبلغون من العمر الـ65 عامًا فما فوق.
كان الأزواج من نفس الجنس يرأسون 126 أسرة في عام 2010، وهو زيادة عن الـ80 أسرة التي تم إحصاءها في عام 2000.

## الاقتصاد
من بين المعالم الحيوية الرئيسية الموجودة في تينيك هنالك مركز الاسم المقدس الطبي، والحرم الحضري لجامعة فيرلي ديكنسون، وهي أكبر جامعة خاصة في ولاية نيوجيرسي.
يقع مقر العمليات الدولي لشركة كوغنيزنت للحلول التقنيَّة، وهو مزود رئيسي متعدد الجنسيات لخدمات التقنية العاليّة في تينيك. يحوي مركز غلينوينت أكبر مجمَّع تجاري في تينيك حيث يضم كلًا من فندق ماريوت، ومساحات مكتبيَّة يبلغ عددها 350 مكتبًا تبلغ مساحتها الكلية 650 ألف قدم مربع (60 ألف متر مربع) عند تقاطع الطريق السريع رقم 95 والطريق السريع رقم 80.
يوجد في تينيك أربع مناطق تجارية رئيسيَّة (سيدار لين، شمال طريق تينيك، وغرب جادة إنغلوود / البلازا وطريق الملكة آن / وجادة ديجرو). خضعت منطقة سيدار لين لمشروع تأهيلي بلغت قيمته 3.9 مليون دولار أمريكي حيث كان قد أعلن عن الانتهاء منه في عام 2006. كان الهدف الرئيسي من هذا المشروع هو اجتذاب أعمال تجارية جديدة إلى المنطقة.
افتتح في البلدية مركز للعطور كبير تابع لشركة جيفودان في عام 1972 من تصميم المهندس المعماري دير سكوت الذي يعود إليه تصميم برج ترامب في مدينة نيويورك.

## وصلات خارجية
- الموقع الرسمي لبلدية تينيك (بالإنجليزية)
- غرفة تجارة تينيك – التركيب السكاني (بالإنجليزية)